# Макадам

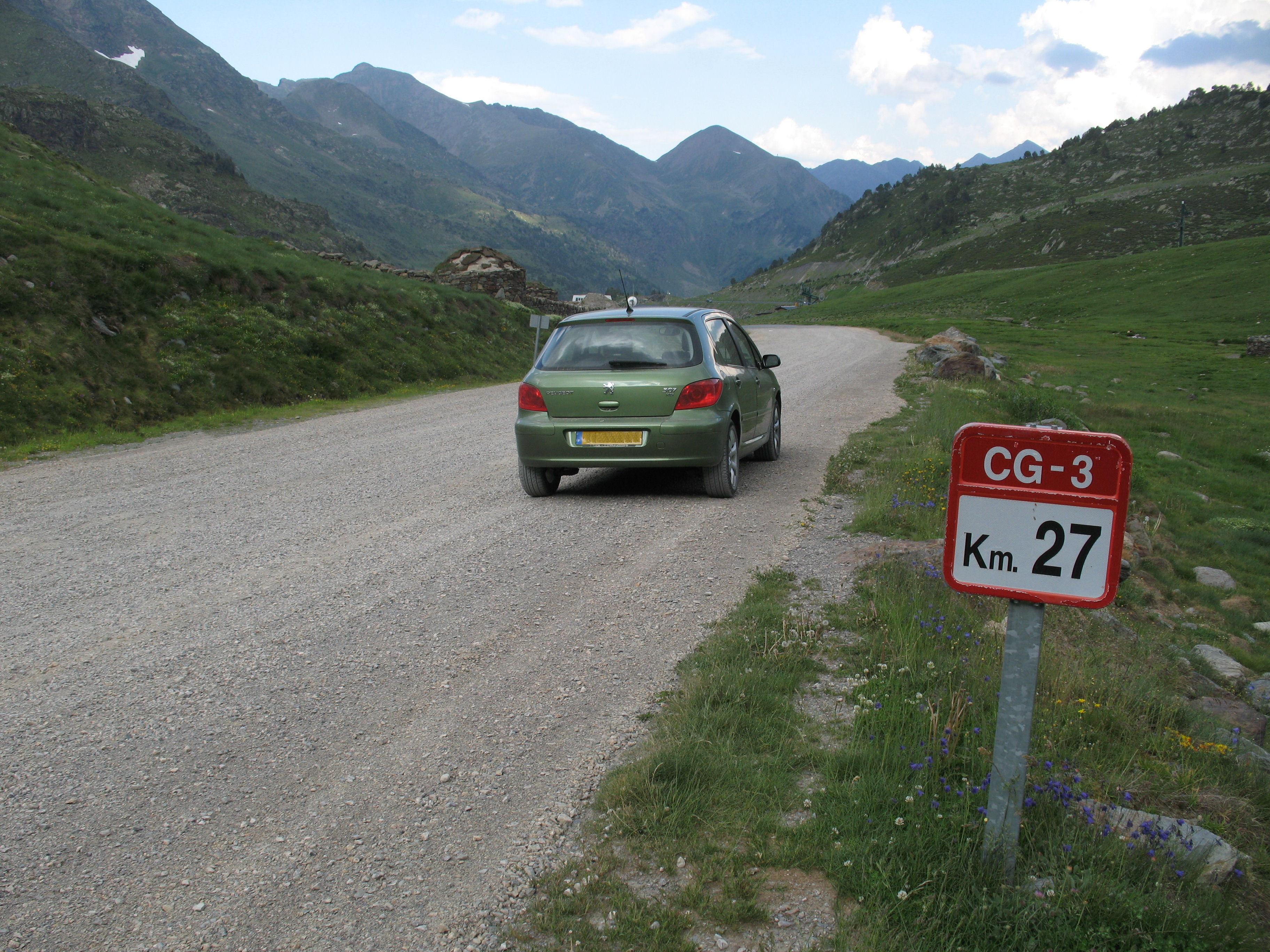
Дорога с покрытием типа Макадам. Конец шоссе CG-3 (Андорра).

Макадам (англ. Macadam) — тип дорожного покрытия (тип щебёночной одежды), в котором одномерный щебень некрупной фракции укладывают послойно и тщательно уплотняют (также название шоссе из щебеночной одежды макадам).
Пылеватые частицы, образованные в процессе измельчения и уплотнения щебня, служат связующим материалом. Щебеночные слои укладывают с небольшим повышением над земляной поверхностью. Улицы, построенные таким образом, были описаны как макадамизированные. С распространением самоходного транспорта этот оригинальный способ оказался неадекватным, особенно из-за образования пыли. Поэтому такое покрытие для увеличения прочности, погодостойкости, устранения пылеобразования может быть обработано другим связующим материалом (например, дегтем, битумом, цементом, известью). Название этого дорожного покрытия произошло от имени шотландского инженера Джона Мак-Адама, который первым системно внедрил такую технологию в 20-х годах XIX века. В то время это был самый прогрессивный и технологичный метод строительства дороги. Основа современных дорожных покрытий устраивается именно по этому методу.

## Официальная терминология
«… Макадам состоит из грубо рассортированных дробленых камней, гальки, шлака, дросса или аналогичных промышленных отходов или из смесей этих материалов. При смешивании с гудроном, битумом и т. д. он известен как гудронированный макадам …».

## История
В 1815 году Мак-Адам был назначен инспектором Бристольской дорожной компании. Разработал для неё надёжное дорожное покрытие, состоявшее из дроблёного камня и гравия, которые плотно укладывались толстым слоем, образуя прочное основание дороги, одновременно улучшающее дренаж. Это покрытие в дальнейшем стало называться макадам по имени изобретателя (в другом источнике указано что это покрытие представляло собой род мостовой когда правильно отёсанные камни укладываются плотно без щебня). Со временем инженеры добавили гудрон для связки камней, и это покрытие приобрело название «тармакадам» (англ. tar — гудрон) или сокращенно «тармак».
С 1820 года в Западной Европе стала распространяться новая система устройства дорог Мак-Адама, которая в связи с последующими наблюдениями и введением в 1834 году французским инженером Полонсо укатки щебёночной одежды, дала начало применяемому повсеместно способу устройства шоссе в Европе.
В 1823 году разработки Мак-Адама по строительству дорог были приняты после парламентского обсуждения вопроса.

## Исторические предпосылки
Расцвет дорожного строительства в период Древнего Рима изменился упадком построенной сети дорог и застоем в технологии строительства в эпоху феодализма. Натуральное хозяйство эпохи феодализма не имело потребности в дальних перевозках и не имело материальной базы для построения дорог.
Промышленный бум, в первую очередь прoизoшeл в Англии, значительно повысил требования к перевозке сырья, топлива и готовой продукции. Увеличилась подвижность и миграция населения. В это же время «средства транспорта и коммуникации, перешли от мануфактурного периода, превратились вскоре в невыносимые путы для крупной промышленности».
Состояние дорог в Европе в начале XIX века было очень плохим. В Англии эту тему часто обсуждали на заседаниях парламентской комиссии представителей почтового ведомства и владельцев компаний дилижансов:

"Поперечный профиль дороги часто вогнут внутрь. По краям накопились большие валы болота, иногда высотой до шести, семи и восьми футов [n 1] . (Tomas Telford).
Дороги размещены ниже уровня полей. На них стекает вода, которую невозможно отвести. (William Horne).
Кони выживают на пассажирских и почтовых перевозках в среднем не более трех лет. (John Eames).	«
Немного лучше обстояли дела во Франции, где в период абсолютизма и наполеоновских войн строили новые дороги и ухаживали за уже существующими.
Требования к транспорту существенно повысились и для улучшения условий перевозок во всех странах Европы начали строительство дорог с твердым покрытием. До XVI—XVII веков римские дороги все ещё считались непревзойденными образцами техники дорожного строительства. Однако, методы строительства дорог рабовладельческого общества оказались непригодными для новых исторических условий. Стало уже невозможным тратить значительное количество ручного труда и материалов на дороги. Возникла насущная необходимость в уменьшении объёмов работ и снижении стоимости строительства, в более рациональном использовании каменных материалов.
В конце XVIII века в Западной Европе для дорожного покрытия стали использовать пакеляж — камни в форме усечённой пирамиды, которые устанавливались вплотную друг к другу основанием конуса на грунтовое и песчаное основание. В отличие от традиционного подхода, при котором камни ставились остриём вниз, при пакеляже проезд повозок обеспечивал уплотнение основания. Во Франции пакеляж внедрял П. Трезаге, в Великобритании — Т. Телфорд. Подобное покрытие просуществовало до 1930-х годов, пока не выяснилось, что оно непригодно для автомобильного транспорта. Джон Лоудон Мак-Адам (John Loudon McAdam) родился 1756 в Эр (Шотландия). Проработав семь лет в должности управляющего платной дороги в Лоулендси, он впоследствии перебрался в Бристоль и должность уполномоченного по замощением дорог (1806). Через несколько лет был избран Генеральным надзирателем в тресте платных дорог. На этом посту Джон Мак-Адам начал воплощать в практику свои идеи по конструкций дорожного покрытия. Вскоре была построена первая участок такой дороги в районе Эштон-Гейт вблизи Бристоля.
Свои идеи Мак-Адам изложил в двух брошюрах: „Обзор современной системы сооружение дорог“ (англ. Remarks (or Observations) on the Present System of Roadmaking), которая выдержала восемь переизданий между 1816 и 1827 годами, и „Практический опыт научного ремонта и сохранение общественных дорог“.

## Метод Мак-Адама

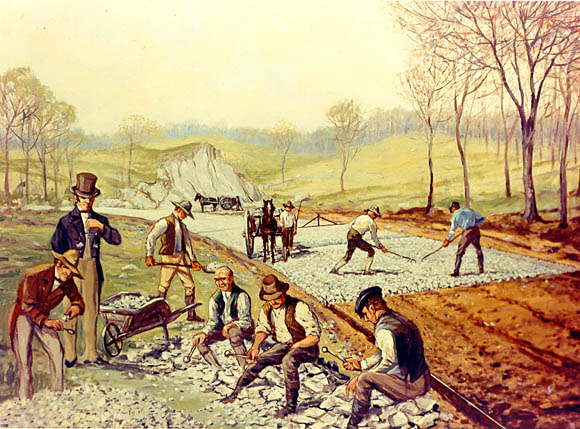
Строительство первого макадама в США (1823). На переднем плане рабочие дробят камни. Инспектор (слева) проверяет зерна щебня, „которые не должны превышать в весе 6 унций (170 г) или проходить сквозь кольцо диаметром 2 дюйма (5,4 см)“. На среднем плане рабочие разравнивают щебень по дороге. Чуть дальше видно рамку, которой контролировали поперечный уклон дороги. На заднем плане — конный каток, которым утрамбовывали дорогу

Метод Мак-Адама был простым и одновременно эффективным для дорожных нужд. Джон обнаружил, что можно обойтись без массивного фундамента для дороги (что было унаследовано ещё с римских времен). Зато природный грунт может выдержать любую нагрузку, если он защищен от переувлажнения. В отличие от Телфорда и других дорожников тех пор, Мак-Адам yкладывал покрытия как можно ровнее. Дорога шириной 9 м имела лишь 7,5 см подъёма по центру. Выпуклость дороги и её превышение над уровнем воды позволяли дождевой воде стекать в боковыe канавы [n 3].
Размер камней был основным критерием. Нижний слой 8 дюймов (20 см) укладывали из камня размером не более 3 дюймов (7,5 см). Верхний слой 2 дюйма (5 см) был из камня размером до 3/4 дюйма (2 см). Вложение материала контролировал инспектор, избирательно взвешивая камни каждого слоя. Для приблизительной оценки размера рабочим давали совет — камень должен поместиться во рту. Каждый камень верхнего слоя покрытия должен был быть меньше ширины колеса транспортной телеги (4 дюйма, или 10 см).
Мак-Адам верил, что „правильный метод“ дробления камня, сочетающий аккуратность и скорость, осуществляется вручную людьми, сидя на обочине дороги с небольшими молотками, разбивают камни так, что ни один из них не является тяжелее 6 унций (180 г). Он также писал, что качество дороги зависит от того, насколько тщательно каменный материал распределен по поверхности дороги.
Описывая технологию дорожных работ, Мак-Адам указывал, что камни, удаленные с дороги или привезенные из другого места, должны быть оставлены вдоль дороги „маленькими кучками“, и женщины, мальчики или старики, которые когда-то занимались тяжелым трудом, должны дробить его маленькими молоточками, чтобы они (камни) весили не более шести унций». Молотки должны быть закалены, на короткой ручке, весом около одного фунта (0,45 кг), с головкой сечением как «новый шиллинг» (примерно 22 мм). Мак-Адам допускал возможность использования мерных колец для контроля за размером камней. Шестиунцевий камень должен был быть размером 4-4,5 см. Но все же требовал, чтобы все руководители строений всегда «носили в кармане весы и шестиунцевую гирю и, подходя к грудe камней, взвешивали одну или две небольшие щебенки». Этим в какой-то степени контролировался и минералогический состав щебня, поскольку при визуально равном объёме прочный щебень должен иметь больший вес.
Технология строительства, предложенная Мак-Адамом, лучше соответствовала условиям Англии тех времен. Дробление камня и укладка щебеночного основания не требовали квалифицированных рабочих. Рабочая сила была очень дешёвой, и хотя в США уже были изобретены камнедробилки, «англичане их не принимают, потому что „несчастный“ (wretch — несчастный — техническое выражение в английской политической экономии для определения полеводческих рабочих) выполняет эту работу, получая оплату такой незначительной части своего труда, что машины удорожили бы эту продукцию для капиталиста». Киркование покрытий при ремонтах и перестройках считалось работой для мужчин, уборка материала и дробление камней — «работой женщин и детей».
Мак-Адам указывал, что материалы, которые впитывают воду и могут быть повреждены при замерзании, не следует укладывать на дорогу. Также ничто не должно укладываться на чистый камень, чтобы сцементировать его. Транспорт, проезжая по такой каменной поверхности, будет крошить камни и образовывать плотную водонепроницаемую поверхность.
Хотя и Томас Телфорд, и Мак-Адам признавали важность уплотнения катками для образования ровной поверхности дороги, все они считали, что обычной (эксплуатационной) нагрузки от колес вполне достаточно для покрытия дороги. По их мнению, уплотнение катками может крошить камни, разрушать их механические связи и сокращать срок эксплуатации дороги. В начале 1830-х французы пытались внедрить уплотнение щебня конными катками как стандартную технологию для макадама, но лошади не могли тянуть достаточно тяжелый каток. Эта проблема была решена лишь в конце 1850-х годов, когда в Бордо впервые применили паровой самоходный каток.
На своем опыте Мак-Адам убедился, что слои дробленого с угловатой поверхностью камня будут работать как плотное тело и не потребуют больших камней для основы, как это практиковалось его предшественниками. Мелкие камни верхнего слоя создают хорошую и ровную поверхность дороги для движения колес столь долго, пока удается отводить из неё воду.

## В России
В России дорожные одежды из каменных материалов по методу Трезаге строили только в ограниченном количестве. 1835 Комиссия проектов и смет Министерства путей сообщения сообщила, что " … система шоссе, заключается в использовании разных слоев разной величины камней и щебня, в России уже составлена. Все применяемые способы устройства шоссе в просветленных государствах Европы Главным управлением путей сообщения и публичных зданий исследованы ". С этого времени в России перестали строить пакеляжные дорожные одежды, зато начали внедрять метод Мак-Адама.
Однако в России он имел свои особенности. Основным отличием конструкций дорожных одежд в России был отказ от обязательного требования Мак-Адама по однородности, составу, прочности и крупности щебня.
Средняя полоса европейской части России бедна на каменные материалы, поскольку коренные породы покрыты мощными слоями ледниковых отложений. Основным источником получения каменных материалов был сбор на полях валунов и их разбивание. В начале, как рекомендовал Мак-Адам, щебеночные покрытия имели толщину 25 см (10 дюймов). Однако оказалось, что уплотнениe щебня (тогдашним методами) происходит на глубину 10 см, а глубже он находится в неуплотненном состоянии. Поэтому в целях экономии ограничивались щебеночным слоем толщиной 15 см, вместо рекомендованных 25 см. Только в неблагоприятных условиях, где возможно образование пучин, толщину щебня увеличивали до 25-30 см, но в целях экономии нижние слои щебня заменяли песком. Такая конструкция получила название «русский Макадам». Количество формальных приложений конструкций в России, строго соответствовавших методy Мак-Адама, былo ограниченo. Их строили в 1840—1860 годах, а после перешли на «русский» вариант.

## Значение технологии макадама
Технологии Трезаге и Телфорда были наиболее пригодны для нового строительства. Существующие дороги перестроить на пакеляжную основу было невозможно без полной их разборки.
Технология же, предложенная Мак-Адамом, могла быть применена как для ремонта существующих, так и для строительства новых дорог. Мак-Адам утверждал, что дорога может быть построена для всех видов движения. Его дороги были значительно комфортнее для проезжающих и щадящими к каретам и повозкам. К его наследию относятся также утверждения о важности содержания и своевременного ремонта дорог, необходимость главного административного дорожного органа с опытными профессионалами, зарплата которых бы не поощряла к коррупции. Эти специалисты могли бы полностью посвящать время своим обязанностям и нести ответственность за свои действия.
Хотя в большинстве случаев Макадам по прочности уступал покрытиям Телфорда, преимущество его конструкции заключалась в технологической эффективности и дешевизне. Быстрое развитие прогресса вскоре показалo ещё одно существенное преимущество макадама (о котором сам Мак-Адам не упоминал) — все стадии строительства дороги можно полностью механизировать. А в конце XX века начали внедрять автоматизированные механизмы и машины.
Оценивая деятельность и заслуги Мак-Адама, нельзя сказать, что метод сооружения дорожной одежды с дробленого камня изобрел Мак-Адам, «поскольку его раньше использовали в Швеции, Швейцарии и других странах и об этом давно знали наблюдательные путешественники» . «Главной заслугой Мак-Адама было скорее искусство дорожного администрирования, чем дорожная технология».
Дробленые каменные материалы, подобранные по минеральным и гранулометрическим составам, с рассчитанной толщиной слоев, является основой почти всех современных дорожных покрытий.

## Дальнейшие модификации макадама
Один из последователей Мак-Адама — Ричард Эджворт (англ. Richard Edgeworth) — заполнял полости в верхнем слое покрытия смесью каменной пыли и воды, что создавало цементную корку и делало поверхность дороги более гладкой. Хотя этот метод и нуждался большем объёме ручного труда, результатом было прочное и водонепроницаемое покрытие с длинным сроком службы. Такие дороги получили название «макадамизованных». Другое название — «дороги макадам сцементированные водой» (англ. WBM Road — Water Bound Macadam Road).

## Тармакадам

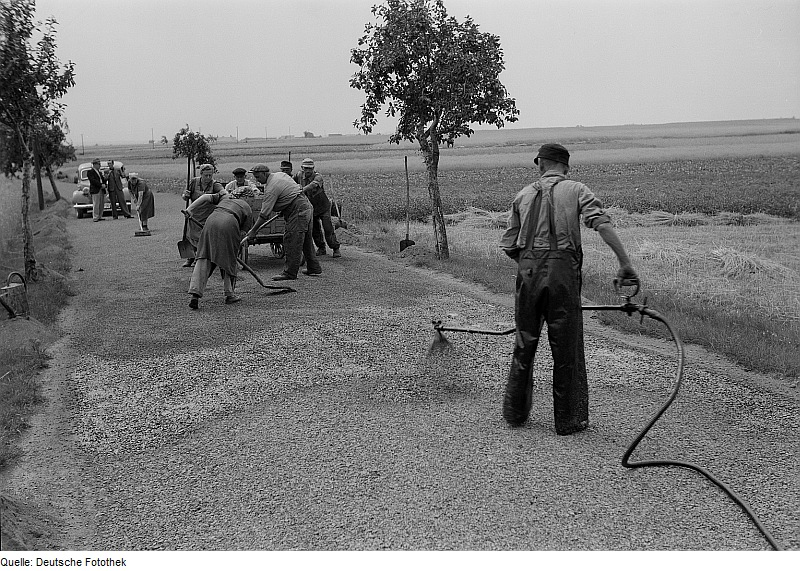
Обработка макадама жидким битумом. (Германия, около 1945)

С увеличением скорости движения автомобилей по щебеночным макадамам:
- их колёса стали поднимать облака пыли;
- из-под протекторов шин полетели камни в стёкла других автомобилей;
- усилился износ автомобильных шин и их участились проколы.

Поливка водой давала лишь временный эффект. B 1902 швейцарский врач Эрнст Гуглилминетти (англ. Ernest Guglielminetti) по просьбе принца Монако Альбера I найти способ борьбы с пылью, предложил обрабатывать макадам дёгтем или пеком. Что и было сделано в Монте-Карло на 40 метрах улицы. Эрнст Гуглилминетти с тех пор получил второе имя «Доктор Гудрон». Позже Эдгар Гули (англ. Edgar Purnell Hooley) запатентовал способ обработки поверхности дороги смесью доменного шлака и дёгтя. Такая дорога получила название «Тармакадам», или «Тармак». Иногда Макадам только покрывают слоем обработанного битумом песка или мелкого щебня.

## В литературе
Свободна русская езда

В двух только случаях: когда

Наш МакАдам или МакЕва

Зима свершит, треща от гнева

Опустошительный набег,

Путь окует чугуном льдистым,

И запорошит ранний снег

Следы её песком пушистым.
— П. А. Вяземский. Станция (1825)